# Philip Herbert (5e comte de Pembroke)
Philip Herbert, 5e comte de Pembroke et 2e comte de Montgomery, est un noble et un homme politique anglais du XVIIe siècle, né en 1621 et mort le 11 décembre 1669. Il est le fils de Philip Herbert, 4e comte de Pembroke et de sa première femme Susan de Vere (en). Il succède à son père en 1649, après avoir siégé au Parlement d'Angleterre pour les circonscriptions de Wiltshire (en) en 1640 puis de Glamorgan (en) de 1640 à 1649.

## Biographie
En 1639, il épouse Penelope Naunton, veuve de Paul Bayning, 2e vicomte Bayning et fille de Sir Robert Naunton (en) et de sa première femme Penelope Perrot, elle-même veuve de l'astronome Sir William Lower et fille de Sir Thomas Perrot (en) et de Dorothy Devereux, comtesse de Northumberland (en),. Ils ont un fils William Herbert, qui succède à son père en 1669. En 1649, après le décès de sa première femme, Philip Herbert épouse Catherine Villiers, fille de William Herbert, 1er baronnet, avec qui il a une fille, Susan, et deux fils, Philip et Thomas, qui deviennent respectivement 7e et 8e comtes de Pembroke et 4e et 5e comtes de Montgomery. La fille Susan épouse John Poulett, 3e baron Poulett. Le fils Philip est surnommé « l'infâme comte » en raison de ses pulsions homicidaires qui le poussent à commettre plusieurs crimes.